# Buena Park
|  | Dieser Artikel wurde aufgrund von inhaltlichen Mängeln auf der Qualitätssicherungsseite des Projektes USA eingetragen. Hilf mit, die Qualität dieses Artikels auf ein akzeptables Niveau zu bringen, und beteilige dich an der Diskussion! Eine nähere Beschreibung der zu behebenden Mängel fehlt. |

Buena Park ist eine Stadt im Orange County im US-Bundesstaat Kalifornien, Vereinigte Staaten, mit 84.034 Einwohnern (Stand: Volkszählung 2020). Die geographischen Koordinaten sind: 33,86° Nord, 118,00° West. Das Stadtgebiet hat eine Größe von 27,6 km². Bekannt ist Buena Park unter anderem durch den dort ansässigen großen Freizeitpark Knott’s Berry Farm.

## Demographie
Laut der Volkszählung 2010 verteilten sich die 80.530 Einwohner auf 23.686 Haushalte. Die Bevölkerungsdichte lag bei 2.939,1 Einw./km². 45,3 % bezeichneten sich als Weiße, 3,8 % als Afroamerikaner, 1,1 % als Indianer, 26,7 % als Asian Americans, 17,5 % gaben die Angehörigkeit zu einer anderen Ethnie und 5,1 % zu mehreren Ethnien an. 39,3 % der Bevölkerung bestand aus Hispanics oder Latinos.
Im Jahr 2010 lebten in 43,8 % aller Haushalte Kinder unter 18 Jahren sowie 26,2 % aller Haushalte Personen mit mindestens 65 Jahren. 80,7 % der Haushalte waren Familienhaushalte (bestehend aus verheirateten Paaren mit oder ohne Nachkommen bzw. einem Elternteil mit Nachkomme). Die durchschnittliche Größe eines Haushalts lag bei 3,37 Personen und die durchschnittliche Familiengröße bei 3,67 Personen.
28,5 % der Bevölkerung waren jünger als 20 Jahre, 28,5 % waren 20 bis 39 Jahre alt, 28 % waren 40 bis 59 Jahre alt und 15 % waren mindestens 60 Jahre alt. Das mittlere Alter betrug 35,1 Jahre. 49,3 % der Bevölkerung waren männlich und 50,7 % weiblich.
Das durchschnittliche Jahreseinkommen lag bei 71.005 $, dabei lebten 15,4 % der Bevölkerung unter der Armutsgrenze.